# Římskokatolická farnost Blíževedly
Římskokatolická farnost Blíževedly (lat. Bleiswedlium) je církevní správní jednotka sdružující římské katolíky na území obce Blíževedly a v jejím okolí. Organizačně spadá do českolipského vikariátu, který je jedním z 10 vikariátů litoměřické diecéze. Centrem farnosti je původně gotický, v 18. století raně barokně přestavěný, kostel sv. Václava v Blíževedlech. 

## Historie farnosti
Nejstarší zmínka o středověké farní duchovní správě v Blíževedlích pochází z roku 1364, kdy místní kněz odváděl papežský desátek 18 grošů ročně. Tato středověká farnost zanikla a od roku 1626 byly Blíževedly přifařeny k farnosti Kravaře u České Lípy. Matriky pro oblast Blíževedel jsou zachovány od roku 1657. Ke znovuzřízení farnosti Blíževedly došlo v roce 1754.
Od 2. poloviny 20. století, z důvodu nedostatku kněží v duchovní správě, byly vytvářeny v litoměřické diecézi farní obvody (kolatury několika farností). V rámci této praxe začaly být Blíževedly administrovány excurrendo vždy z nějakého většího centra. Od 1. června 1990 byla farnost Blíževedly spravována z Ústěku, od 1. srpna 1991 z Nového Boru a od 1. července 1993 z Jestřebí. Od 12. října 2020 začala být farnost spravována excurrendo ze Cvikova. Od 1. srpna 2022 je excurrendo spravovaná in spiritualibus (ve věcech duchovních) ze Cvikova, excurrendo in materialibus (ve věcech materiálních) z Dubé. Přehled těchto kolatur je v tabulce farních obvodů českolipského vikariátu.

### Duchovní správcové vedoucí farnost
Začátek působnosti jmenovaného v duchovní správě farnosti od:
- 30. 12. 1754 Ioannes Müller
- 19. 12. 1768 Mathias Bugent
- 5. 11. 1776 Florian Bendel, † 19. 11. 1813
- 1814 Ign. Massopust, n. 6. 2. 1783 Polletscheiens, o. 23. 4. 1808, † 10. 2. 1855
- 1848 Theod. Eschler, n. 6. 1. 1812 B. Kamnitz, o. 3. 8. 1835, † 17. 10. 1872
- 1858 par. vacat, admin. interim. Thadd. Stoessel
- 1859 Thadd. Stoessel, n. 16. 10. 1816 Leipa, o. 3. 8. 1840, † 14. 7. 1883
- 1862 Wenc. Bittner, n. 1. 1. 1820 Bržehoryj, o. 26. 7. 1847, † 11. 10. 1879
- 1879 par. vacat, admin. int. Franc. Stalla
- 1880 Jos. Novotný, n. 11. 12. 1832 Aloysburg, o. 25. 7. 1857, † 13. 8. 1894
- 1894 par. vacat, admin. int. Wencesl. Zörner
- 1895 Anton. Herglotz, n. 10. 1. 1864 Kaadan, o. 27. 5. 1888, † 8. 2. 1935
- 1905 Joann. Lischka, n. 24. 4. 1858 Leitmeritz, o. 24. 8. 1882, † 27. 7. 1922
- 1. 12. 1922 Josef Kade, n. 28. 10. 1880 Georgswalde, o. 17. 7. 1904
- x. 8. 1946 Alois Frajt
- 1. 9. 1948 František Ondrouch
- 1951 Václav Hataš, adm. exc. z Kravař
- 1. 12. 1970 Jan Křížek, SDB, adm. exc. z Kravař
- 1. 6. 1990 Milan Matfiak, adm. exc. z Úštěka
- 1. 8. 1991 Josef Pavlas, adm. exc. z Nového Boru
- 1. 7. 1993 Ondřej Bakoň, adm. exc. z Jestřebí
- 1. 5. 2002 Josef Rousek, adm. exc. z Jestřebí, † 9. 10. 2020
- 12. 10. 2020 Rudolf Repka, admin. exc.; od 1. 8. 2022 admin. exc. in spiritualibus ze Cvikova
  - 1. 8. 2022 Milan Mordačík, trvalý jáhen, admin. exc. in materialibus z Dubé[3]

Kromě kněží stojících v čele farnosti, působili ve farnosti v průběhu její historie i jiní kněží. Většinou pracovali jako farní vikáři, kaplani, katecheté, výpomocní duchovní aj.

## Území farnosti
Do farnosti náleží území těchto obcí:
- Blíževedly (Bleiswedel[p 2])
- Skalka u Blíževedel (Skalken[p 2])
- Stranné (Stran[p 2])

## Římskokatolické sakrální stavby a místa kultu na území farnosti
| | Fotografie | Stavba                                     | Místo      | Bohoslužby                      | Zeměpisné souřadnice             | Status                    | Číslo kulturní památky                       |
| Kostel | Kostel     | Kostel                                     | Kostel     | Kostel                          | Kostel                           | Kostel                    | Kostel                                       |
| --- | ---------- | ------------------------------------------ | ---------- | ------------------------------- | -------------------------------- | ------------------------- | -------------------------------------------- |
| 1. |            | Kostel svatého Václava                     | Blíževedly | bližší informace o bohoslužbách | 50°36′35″ s. š., 14°23′58″ v. d. | farní kostel              | 16721/5-2840 (Pk•MIS•Sez•Obr•WD) (Q14458074) |
| Sloupy a sochy |            |                                            |            |                                 |                                  |                           |                                              |
| 2. |            | Sloup se sousoším Nejsvětější trojice      | Blíževedly | —                               | 50°36′30″ s. š., 14°23′49″ v. d. | trojiční sloup            | 21584/5-2841 (Pk•MIS•Sez•Obr•WD) (Q37008575) |
| Venkovní kříže |            |                                            |            |                                 |                                  |                           |                                              |
| 3. |            | Krucifix – kříž rodiny varhaníků Treuhlerů | Blíževedly | —                               | 50°36′25″ s. š., 14°23′14″ v. d. | krucifix                  | 54571/5-2842 (Pk•MIS•Sez•Obr•WD) (Q37008563) |
| Zaniklé sakrální stavby |            |                                            |            |                                 |                                  |                           |                                              |
| 4. |            | Kaple Panny Marie Bolestné                 | Blíževedly | nelze sloužit                   | 50°36′18″ s. š., 14°24′3″ v. d.  | hřbitovní kaple (zbořená) | —                                            |
| Některé drobné sakrální stavby a pamětihodnosti lze dohledat zde v databázi Drobné sakrální památky Zaniklé sakrální stavby lze dohledat zde v databázi Poškozené a zničené kostely, kaple a synagogy v České republice |            |                                            |            |                                 |                                  |                           |                                              |

Ve farnosti se mohou nacházet i další drobné sakrální stavby, místa římskokatolického kultu a pamětihodnosti, které neobsahuje tato tabulka.